# Maurizio Cascavilla
Maurizio Cascavilla ist ein italienischer Regisseur.
Cascavilla war Regieassistent von Salvatore Samperi und inszenierte 1969 im Rahmen der Film sperimentali per la TV den ungewöhnlichen Utopia, utopia, der auch einige Kinoeinsätze hatte. Anschließend arbeitete er für verschiedene Kulturprogramme italienischer Fernsehstationen.

## Filmografie
- 1969: Utopia, utopia[2]